# Денисенко, Степан Петрович

С. П. Денисенко. Фото 1945 года.

Степа́н Петро́вич Денисе́нко (1916—2000) — советский снайпер, участник Великой Отечественной войны, полный кавалер ордена Славы.

## Биография
Степан Денисенко родился 8 (21) декабря 1916 года в селе Гришино Молчановской волости Томского уезда Томской губернии (ныне Молчановского района Томской области) в русской крестьянской семье. Село Гришино расположено на берегу речки Малый Татош, около 10 км юго-западнее села Молчаново. Дед Степана по материнской линии был одним из воинов-героев — полный Георгиевский кавалер, казак Устин Макарович Бокша (Крымская война 1853—1856 гг.).
Окончив в своём селе начальную школу (4 класса), а затем среднюю, Степан, как и его сверстники, с ранней юности стал работать в местном колхозе. В 19 лет (1936) Кривошеинским райвоенкоматом Западно-Сибирского края был призван в ряды Красной Армии.
Участник боёв 1939 года у реки Халхин-Гол на территории Монголии недалеко от границы с Маньчжурией (Маньчжоу-го), — кратковременной войны между СССР и Японией.
На фронтах Великой Отечественной войны снайпер Степан Денисенко оказался с самого начала — с июля 1941 года.
За время боёв умелым, смелым, инициативным воином, к 1943 году был награждён высшей медалью СССР — «За отвагу», которая вручалась фронтовикам исключительно за личную храбрость, проявленную в бою. Прошёл трудный боевой путь, участвовал в боях по обороне Москвы, в Курской битве, освобождал оккупированные территории РСФСР, Украинской ССР, Польши. Будучи грамотным и опытным солдатом, воевал в качестве снайпера, пулемётчика, пехотинца, командира отделения и др. — выполнял многие функции бойца на передовой. Приходилось и долгими часами сидеть в ожидании на снайперской охоте, и в качестве пулемётчика отражать наседающего противника, и ходить с другими солдатами в одной цепи в атаку, и самому поднимать бойцов в бросок на вражеские позиции… Победу встретил в жарких схватках с ожесточённо сопротивляющимися гитлеровцами в Карпатских горах Чехословакии. Был несколько раз ранен. Вошёл в  список лучших советских снайперов Второй мировой войны, лично уничтожив 181 солдата и офицера противника.
Награждён орденами Славы трёх степеней.
Как один из лучших воинов, был участником Парада Победы в Москве в 1945, Степан Петрович бросил к подножью Мавзолея одну из регалий Гитлера, вручённую фюрером какому-то подразделению войск SS.
Вскоре, в том же 1945 году, был демобилизован из Вооружённых Сил.
После войны закончил Ташкентский финансово-экономический институт, вернулся в Западную Сибирь. Более тридцати лет работал инженером-экономистом на заводе «Сибтекстильмаш» в Новосибирске. Участвовал в ветеранском движении Новосибирска — являлся членом военно-научного общества при окружном Доме Офицеров СибВО, новосибирской секции советского комитета ветеранов Второй мировой войны, Новосибирского областного комитета ветеранов войн и военной службы, участвовал в военно-патриотическом воспитании подрастающего поколения.

Умер Степан Петрович Денисенко 25 сентября 2000 года. Похоронен на Заельцовском кладбище в Новосибирске с воинскими почестями.
Русский, член ВКП(б)/КПСС с 1943 по 1991 год.

## Подвиги
- Старшина роты 1128-го стрелкового полка (336-я стрелковая дивизия, 60-я армия, 1-й Украинский фронт) старшина Степан Денисенко в одном из боёв с 11 по 21 марта 1944 за город Тернополь (Украинская ССР) заменил выбывшего из строя командира взвода, ворвался с бойцами в село Смыковцы, захватил вражеское орудие, лично поразил 2 гитлеровцев. Приказом по дивизии от 23.04.1944 награждён орденом Славы III степени.
- При наступлении на населённый пункт Броды, 90 км северо-восточнее Львова, 14 июля 1944 командир отделения С. П. Денисенко поднял бойцов в атаку, в ходе которой забросал гранатами пулемётную точку противника, обеспечив продвижение подразделениям. В уличном бою сразил свыше 10 гитлеровцев. Приказом по дивизии от 27.08.1944 награждён орденом Славы II степени.
- При форсировании реки Пшемша под населённым пунктом Имилин (16 км юго-восточнее города Катовице, Польша), командир пулемётного расчёта Денисенко с 24 по 28 января 1945 года вывел из строя несколько десятков вражеских солдат и офицеров. Участвовал в предъявлении ультиматума командованию окруженной вражеской группировки и в пленении гитлеровцев. Были также захвачены большие трофеи. Указом Президиума Верховного Совета СССР от 23.05.1945 награждён орденом Славы I степени.

Получив в боях 3 звезды солдатской Славы, Степан Петрович Денисенко стал солдатом-героем, полным Кавалером Ордена.

## Награды
- Орден Отечественной войны I степени (1985).
- 3 ордена Славы: III степени (23.04.1944), II степени (27.08.1944), I степени (23.05.1945).
- Медаль «За отвагу», 1943 (?).
- Медаль «За боевые заслуги».
- Медаль «За доблестный труд (За воинскую доблесть). В ознаменование 100-летия со дня рождения Владимира Ильича Ленина»
- Медаль «За оборону Москвы».
- Медаль «За победу над Германией в Великой Отечественной войне 1941-1945 гг.».
- Ветеран труда.
- юбилейные и другие медали СССР и Российской Федерации.

## Память
- Имя Степана Петровича Денисенко представлено на Памятной стеле героев на аллее Боевой славы томиче́й в Лагерном саду города Томска.
- Имя Степана Петровича Денисенко представлено на Аллее Героев у Монумента Славы в городе Новосибирске.
- В Новосибирске на доме по улице Станиславского, 12, где жил герой, установлена в его честь Мемориальная доска.
- Степан Петрович Денисенко был удостоен звания Почётный гражданин городов Золочев и Буск Львовской области Украинской ССР.

## Литературные источники
- Кавалеры ордена Славы трех степеней: Краткий биографический словарь / Пред. ред. коллегии Д. С. Сухоруков. — М.: Воениздат, 2000. — С.163-164.
- Томск в судьбе Героев: Краткий биографический справочник Героев Советского Союза и кавалеров ордена Славы I степени / Сост. Н. Б. Морокова. — Томск: Издательский дом D-Print, 2005. — 168 с. ISBN 5-902514-12-6. — С.142-143.
- ЦАМО РФ. Фонд 33. — Опись 686046. — Дело 156. — Лист 138.
- Андреев Г. И., Вакуров И. Д. Солдатская слава. — М., 1981. — Кн.5. — С. 67-72.
- Солдаты переднего края. — Новосибирск, 1980. — С. 43-50.